# サンシュ4世 (ガスコーニュ公)
サンシュ4世・ガルシア（フランス語：Sanche IV Garcia / Sanche IV Garcie, 950/5年没）または、サンチョ4世・ガルセス（スペイン語：Sancho IV Garcés）は、ガスコーニュ公（在位：930年 - 950/5年）。その在位中に兄弟たちがガスコーニュの重要な地域を継承し、事実上かつおそらく法律上独立していた公国が歴史的にほぼ忘れ去られ、公領は大幅に縮小した。

## 生涯
サンシュ4世についてはオーシュの特許状台帳でガルシア2世・サンシュの息子として確認され、『ロダ写本』においてはガスコーニュ公領の継承者として記録されている。父の死により、サンシュ4世がロマージェン、ガバレ、テュルサンおよびブルイロワの子爵領を含む公領を継承した。弟ギヨームおよびアルノーはフェザンサックおよびアスタラックを伯位とともにそれぞれ継承した。このようにガスコーニュ公領は分割相続され、縮小した。
932年にフロドアルドは、ルエルグ伯エルマンゴーとその甥トゥールーズ伯レーモン・ポンスがフランス王ラウールに対し臣下の礼を取るため「Lupus Aznar Vasco」を伴ってきたことを記録している。Lewisは「Vasco」をガスコーニュ公と解し、この人物を「サンチェス」としているが、おそらくこれはサンシュ4世のことであると考えられる。
オーシュの特許状台帳によるとサンシュ4世には2人の庶子がいたことが確認され、それぞれ後にガスコーニュ公位を継承した。サンシュ5世がサンシュ4世の跡を継ぎ、その後ギヨームが嗣子のいなかった兄サンシュ5世の跡を継いでガスコーニュ公となった。また、3番目の息子ゴンバルド（Gombald）は、有名な多元論者の司教となり、長く空席だったボルドー大司教に再任されるまで、ガスコーニュのさまざまな司教座をまとめて保持していた。4番目の息子ウダルリッチまたはウドゥルリッチは特許状において確認されている。おそらく全ての息子が庶子であったとみられる。